# فرانك فورمان (لاعب كرة قاعدة)
فرانك فورمان (بالإنجليزية: Frank Foreman) هو لاعب كرة قاعدة أمريكي، ولد في 1 مايو 1863 في بالتيمور في الولايات المتحدة، وتوفي بنفس المكان في 19 نوفمبر 1957.

## وصلات خارجية
- فرانك فورمان على موقعبيزبول رفرنس.كوم (الدوري الرئيسي) (الإنجليزية)
- فرانك فورمان على موقعبيزبول رفرنس.كوم (الدوري الثانوي) (الإنجليزية)
- فرانك فورمان على موقع جمعية أبحاث البيسبول الأمريكية (الإنجليزية)